# باشگاه ورزشی دراگون
باشگاه ورزشی دراگون یک باشگاه فوتبال مستقر در پاپت، تاهیتی است. آنها در دسته اول تاهیتی بازی می‌کنند و بازی‌های خانگی خود را در ورزشگاه پاتر در پیرائه انجام می‌دهند.
این باشگاه در سال ۱۹۶۸ توسط آرتور چانگ برای نمایندگی جامعه چینی پلی‌نزی فرانسه تأسیس شد. با گذشت زمان، این تیم به گونه‌ای تکامل یافته است که ترکیبی از فرهنگ‌ها را در بر می‌گیرد و عمدتاً از بازیکنان نیمه‌حرفه‌ای با مشاغل روزانه تشکیل شده است. در فصل ۱۲–۲۰۱۱ آنها برای اولین بار قهرمان تاهیتی شدند و برای لیگ قهرمانان اقیانوسیه ۱۳–۲۰۱۲ واجد شرایط شدند.

## بازی در لیگ قهرمانان اقیانوسیه
| فصل     | مرحله         | باشگاه            | نتیجه |
| ------- | ------------- | ----------------- | ----- |
| ۱۳–۲۰۱۲ | گروه B        | ویتاکر یونایتد    | ۰–۰   |
| ۱۳–۲۰۱۲ | گروه B        | مونت دور          | ۴–۱   |
| ۱۳–۲۰۱۲ | گروه B        | ویتاکر یونایتد    | ۰–۱   |
| ۱۳–۲۰۱۲ | گروه B        | آوکلند سیتی       | ۳–۱   |
| ۱۳–۲۰۱۲ | گروه B        | مونت دور          | ۱–۱   |
| ۱۳–۲۰۱۲ | گروه B        | آوکلند سیتی       | ۱–۱   |
| ۱۴–۲۰۱۳ | گروه B        | آمیکال            | ۰–۱   |
| ۱۴–۲۰۱۳ | گروه B        | آوکلند سیتی       | ۰–۳   |
| ۱۴–۲۰۱۳ | گروه B        | نادی              | ۵–۰   |
| ۲۰۱۸    | گروه B        | لوسی              | ۴–۰   |
| ۲۰۱۸    | گروه B        | اراکور گلدن استار | ۴–۳   |
| ۲۰۱۸    | گروه B        | سلیمان واریورز    | ۱–۲   |
| ۲۰۱۸    | یک‌چهارم نهایی | لائوتوکا          | ۱–۲   |